# نوربیک
نوربیک (به هلندی: Noorbeek) یک منطقهٔ مسکونی در هلند است که در ایسدن-مارخراتن واقع شده‌است.